# Hotel Erotica Cabo
Hotel Erotica Cabo es una serie de televisión erótica transmitida por Cinemax y dirigida por Gary Dean Orona y protagonizada por las actrices McKenna Lee Elwood y Divini Rae.

## Roles y papeles principales
Divini Rae como Corrine, la gerenta del Hotel Cabo.
Kimberly Fisher como Amanda, la hija del dueño del hotel que fue enviada a Hotel Cabo a crecer y madurar.

## Parcela de línea
Los episodios de esta serie de antología se centran alrededor de Corrine y Amanda, dos atractivas mujeres jóvenes que son las gerentes en un hermoso resort llamado Hotel Cabo ubicado en Cabo San Lucas, México. Los huéspedes del hotel tienen experiencias y fantasías románticas con amantes, extraños, y a veces con Corrine o Amanda.
La serie ganó gran popularidad después de que se hace referencia en el CMT hit reality game show del programa Sweet Home Alabama, después de que el concursante Michael Dean apareciera en la serie. Dean fue eliminado durante ese episodio.

## Lista de episodios
1. Addicted to Love — 6 de enero de 2006
2. Mighty Mike Returns — 13 de enero de 2006
3. The Amazing Woody — 20 de enero de 2006
4. Last Tango in Cabo — 27 de enero de 2006
5. Primal Urge — 3 de febrero de 2006
6. Wild Cards — 10 de febrero de 2006
7. Chocolate Covered Cherries — 17 de febrero de 2006
8. Skin Deep — 24 de febrero de 2006
9. Stolen Kisses — 3 de marzo de 2006
10. Summer Lovers — 10 de marzo de 2006
11. Whole Lotto Love — 17 de marzo de 2006
12. El Fiero — 24 de marzo de 2006
13. Eyes Wide Open — 31 de marzo de 2006